# Søren Hyldgaard
Søren Hyldgaard Larsen (Frederiksberg, 6 augustus 1962 - aldaar, 7 mei 2018) was een Deens componist van voornamelijk filmmuziek.

## Levensloop
Hij groeide op in Kopenhagen en was al vroeg gefascineerd door speelfilms. Als hij een film gezien had, speelde hij de melodieën thuis op het piano. Op veertienjarige leeftijd won hij zijn eerste officiële muziekprijs. Bride of Frankenstein was de eerste film waarvan hij de muziek voor een Engelse platenmaatschappij op CD opnam. Het eerste filmproject waarvoor hij zelf de muziek componeerde, was The Chaplin Puzzle. Daardoor kwam hij in aanraking met het Praags Filharmonisch Orkest, dat sindsdien de belangrijke soundtracks inspeelde. Daarna werkte hij in de afdeling voor film- en mediastudies van de Universiteit van Kopenhagen en in de bioscoopafdeling van het Deens Filmmuseum. De talrijke filmklassiekers daar waren een inspiratiebron voor zijn toekomst. 
Hij had talrijke prijzen en onderscheidingen op zijn naam staan en componeerde in verschillende genres.  Ondanks zijn omvangrijke en gevarieerde productie was hij grotendeels autodidact op muzikaal gebied, al rondde hij wel een muziektheoretische studie af. Hij voelde zich thuis in de wereld van muziek voor avonturenfilms, maar hij schreef ook voor de concertzaal - zowel voor symfonieorkest als kamermuziek.
Hij overleed op 55-jarige leeftijd door complicaties bij zijn diabetes.

## Composities

### Orkestwerken
- 1990 Concertino voor gitaar en orkest
- 1994 Cantilenae 1 & 2 voor gitaar en kamerorkest

### Werken voor harmonieorkest
- 1992 Marche Americana (Maximum Overdrive)
- 1997 Hans Christian Andersen Suite een avonturenalbum voor harmonieorkest

1. Introductie: de edele dichter
2. De reizende verteller: Europa per trein - I. Het station - II. Met de stoomtrein op stap!
3. Het meisje met de zwavelstokjes
4. Konstantinopel: De Bazaar van een Dichter
5. Droom Wals - De Dichter en "De Zweedse Nachtegaal"
6. De tondeldoos - I: Soldatenmars - II: De Oude Heks; De Reuzehonden "Met Ogen zo groot als de Ronde Toren" - III: De Beheksing wordt tenietgedaan

- 1997 Tivoli Festival Overture
- 2001 Rapsodia borealis - (rapsodie van het noorden) concert voor trombone en harmonieorkest
- 2002 Bagatelle
- Lydian Moods
- Surround Sound

### Kamermuziek
- 1991 Fantasia No. 1 voor tuba en piano
- 2001 Woodwinds in the Forest vanuit het album Flying Dreams voor piano

### Filmmuziek
- 1992 The Chaplin Puzzle
- 1993 Den sidste Færge - The Last Ferry
- 1997 Ørnens Øje - Eye of the Eagle
- 1997 Mørkets Ø - Isle of Darkness
- 1997 Når livet går sin vej - When LIfe Departs
- 1998 Nattens Engel- Angel of the Night
- 1999 Tommy and the wildcat
- 1999 Den eneste ene
- 2000 Edderkoppen - The Spider televisieserie
- 2000 Hjælp! Jeg er en Fisk - Help! I'm a Fish
- 2001 Pyrus på pletten
- 2001 Family
- 2001 Olsen-Banden Junior
- 2002 One Hell of a Christmas
- 2002 Ulvepigen Tinke - Little Big Girl
- 2002 Bertram & Co
- 2003 Midsommer
- 2003 Dogville Confessions
- 2003-2004 Till Eulenspiegel
- 2004 A Boy Named Joshua
- 2004 Fakiren fra Bilbao
- 2005 Nynne
- 2008 ‘’Red’’